# Довгаль, Василий Павлович
Василий Павлович Довгаль (18 февраля 1919 год, село Пешковка — 22 сентября 2002 год, село Октябрьское) — бывший первый секретарь Фёдоровского райкома Компартии Казахстана Кустанайской области, Казахская ССР. Герой Социалистического Труда (1957). Депутат Верховного Совета Казахской ССР.

## Биография
Родился в 1919 году в крестьянской семье в селе Пешковка (сегодня — Фёдоровский район Кустанайской области).
Окончил семилетку в родном селе и курсы механизации. После несчастного случая вынужден был оставить работу на тракторе.
Окончив Алма-Атинскую высшую партийную школу, находился на различных партийных и руководящих должностях в Пресногорьковском, Орджоникидзевском и Фёдоровском районах. Потом был назначен первым секретарём Октябрьского райисполкома.
Будучи первым секретарём Октябрьского райисполкома, принимал участие в организации сельскохозяйственного производства в Октябрьском районе во время освоения целины.
Указом Президиума Верховного Совета СССР от 11 января 1957 года за особо выдающиеся успехи, достигнутые в работе по освоению целинных и залежных земель, и получение высокого урожая удостоен звания Героя Социалистического Труда с вручением ордена Ленина и золотой медали «Серп и Молот».
Избирался депутатом Верховного Совета Казахской ССР.

## Награды
- Орден Ленина — дважды
- Орден Дружбы народов
- Орден Знак Почёта